# Jan I de Baenst
Jan I de Baenst (ca. 1340 - 21 maart 1403) was een Vlaamse edelman en gezagdrager, voornamelijk actief in Sluis, Cadzand en het Brugse Vrije.

## Levensloop
Jan I de Baenst was de zoon van Richard de Baenst, heer van Sint-Joris en van zijn vrouw, Maria van Reygersvliet, een dochter uit het adellijke huis van Reygersvliet. Het geboortejaar dat meestal wordt vermeld, namelijk 1307, lijkt niet houdbaar. Enerzijds strookt het niet met de data die voor de twee voorgaande generaties worden gegeven, anderzijds zou hij al rond de zeventig geweest zijn toen hij nog een reeks kinderen maakte. Een geboortedatum rond 1340 is waarschijnlijker.
Na een eerste huwelijk met een vrouw waar de naam niet van bekend is en die vroeg overleed, trouwde Jan I met Elisabeth Bave († 13 april 1396), dochter van Jan Bave en van Catharina de Schinkele, uit een Brugse patriciërsfamilie.  Ze hadden als kinderen:
- Margareta de Baenst, die trouwde met Pieter van Wulpen en met Filips van Steelandt,
- Jan II de Baenst,
- Elisabeth de Baenst (†1440), die trouwde met Joris van Hertsberghe (†1423), die in 1407-1409 hoofdman was van een sestendeel in Brugge,
- Clara de Baenst (†1426), die trouwde met Jan de Bul, hoofdman van een sestendeel in Brugge in de jaren 1420 en zoon was van Jacob de Bul,
- Antoine de Baenst,
- Guy I de Baenst,
- Jacob de Baenst, die kanunnik werd,
- Olivier de Baenst.

Jan I was hoofdzakelijk in en om Sluis actief. Het is ook daar dat hij op of rond achtentachtigjarige leeftijd overleed. Hij werd in het familiemausoleum in de Sint-Janskerk van Sluis begraven.